# 前田有一
前田 有一（まえだ ゆういち、1972年〈昭和47年〉11月19日 - ）は、日本の映画批評家。東京都葛飾区亀有出身。

## 人物
宅地建物取引士、健康運動実践指導者、消費者団体、消費者問題ライターを経て映画批評家になった。ボディビル歴20年。
2003年より、前田が運営するサイトと日本文化チャンネル桜の番組内で「超映画批評」と題して映画批評を行っており、100点満点の採点で大手会社が配給している映画からインディーズ系の映画まで幅広く批評、「新作映画を公開直前にネタバレ無しで毒舌紹介」として作品によっては厳しい評価をしている。

## 出演番組

### 現在
- 桜プロジェクト（月曜日、キャスター、日本文化チャンネル桜）
  - コラム「超映画批評」も担当。

### 過去の出演・監修
- SmaSTATION!!（テレビ朝日）
- ぴーかんテレビ（東海テレビ）
- 石橋貴明のたいむとんねる（フジテレビ）
- めざましテレビ（フジテレビ）
- クイズ二度見（フジテレビ）
- フルタチさん（フジテレビ）
- バイキング（フジテレビ）
- 知りたがり!（フジテレビ）
- マツコ&有吉 かりそめ天国（テレビ朝日）
- マツコ&有吉の怒り新党（テレビ朝日）
- しくじり先生 俺みたいになるな!!（テレビ朝日）
- 日曜×芸人（テレビ朝日）
- Nスタ（TBSテレビ）
- 櫻井有吉アブナイ夜会（TBSテレビ）
- 世界まる見え!テレビ特捜部（日本テレビ）
- 超!真実決定トーナメント（日本テレビ）
- スクール革命!（日本テレビ）
- ZIP!（日本テレビ）
- 〜突撃!はじめましてバラエティ〜イチゲンさん（テレビ東京）
- けやきヒルズ（AbemaNews）
- 驚キュレーション！（MBSテレビ）
- スターウォーズデラックス（ディズニー・デラックス）
- アイツよりマシ（讀賣テレビ）
- 5時に夢中!（TOKYO MX）
- キングコングのあるコトないコト（メ〜テレ）

### ラジオ
- 土曜朝イチエンタ。堀尾正明+PLUS![5]（TBSラジオ）

## 著書
- それが映画をダメにする（玄光社）

## 寄稿
- 日刊ゲンダイ[6]
- 朝日ウィークリー[6]
- 週刊現代[6]
- 男の隠れ家[6]
- リバティーンズ マガジン No.1「リバティーンズレビュー」[7]（太田出版）
- ケトル[8]（太田出版）
- 週刊アスキー「私のハマった3冊」
- 時空旅人
- 週刊アサヒ芸能
- ビデオSALON

## その他
- 実写映画「鋼の錬金術師」(2017年公開)オフィシャルライター